# Geocalc
Geocalc (Eigenschreibweise GeoCalc) ist eine Tabellenkalkulation, die ursprünglich für das 8-Bit-Betriebssystem GEOS der Heimcomputer C64, C128, Plus/4 und Apple II entwickelt wurde und in wesentlichen Punkten schon Ende der 1980er Jahre in Funktion und Bedienung heute aktuellen Kalkulationsprogrammen wie Microsoft Excel entsprach.
Aktuelle Versionen von Geocalc finden sich in PC/GEOS. Die darin enthaltene Version erschien auch unter der Bezeichnung Newcalc. Für eine frühe Version von PC/GEOS (V1.x Pro) erschien die DOS-Tabellenkalkulation Borland Quattro Pro in einer für GEOS angepassten Oberfläche als Geocalc.
In späteren PC/GEOS-Versionen wurde Borland Quattro Pro durch ein echtes Geocalc ersetzt.